# Мечеть аль-Бурдайни
Мечеть аль-Бурдайни — мечеть в Каире, столице Египта. Она расположена в Эль-Даудии, недалеко от мечети аль-Малика Сафие, и была воздвигнута богатым купцом Каримом ад-Дином аль-Бардайни в 1616 году во время османского господства в Египте. Здание построено из камня и имеет ворота, возведённые в 1629 году с двух сторон на западе, справа от фонтана. Мечеть воздвигнута в мамлюкском стиле, а не в османском, который был преобладающим архитектурным стилем в то время. Это произошло потому, что Карим ад-Дином аль-Бардайни не был связан с культурными практиками как турок, так и египтян.

## Описание
Хотя мечеть была построена в османскую эпоху, в её архитектуре преобладает мамлюкский стиль, в том числе фонтан, содержащий соответствующие мотивы и надпись. Мечеть Аль-Бурдайни имеет небольшие размеры и L-образную форму, что делает её видимой с двух разных сторон. В стороне от мечети возвышается минарет, отмеченный смешением различных исламских архитектурных стилей. Первый уровень минарета имеет восьмиугольную форму с резными треугольными арками, второй уровень имеет круговую форму с растительными мотивами, классическими для исламской архитектуры. Минарет венчает луковицеобразное сооружение с мукарной или сталактитовой орнаментацией вокруг себя.
Внутреннее пространство также содержит элементы мамлюкской архитектуры, особенно заметные в деталях. Красиво окрашенные мраморные панели покрывают стены и крыши над окнами, украшенными цветным стеклом, для создания ощущения единообразия. Минарет уникален тем, что это единственный минарет времён Османской империи, который имел полосу с надписью даты 1623 года вокруг восьмиугольной нижней части минарета.
Лежащая рядом мечеть аль-Малика Сафие вообще никак не украшена, также эти две мечети заметно различаются своими размерами. Таким образом, они контрастируют по двум важным параметрам: в то время как мечеть аль-Бурдайни имеет скромные размеры, но богато украшена, мечеть аль-Малика Сафие примечательна своим масштабом, компенсирующим отсутствие украшений. Подобное отличие мечети аль-Бурдайни от своих современников объясняется личностью её заказчика, богатого купца.